# Pino Masi
Pino Masi (Castelvetrano, a 26 de janeiro de 1946) é um cantor de intervenção italiano.
Conhecido pelo seu empenho político, assinou algumas das mais famosas músicas do movimento do '68 italiano, e dos anos sucessivos. Mais tarde prosseguiu a sua actividade de cantor, alternando a música à pintura e à escrita. Colaborou artisticamente com: Dario Fo, Pier Paolo Pasolini, Julian Bek, Fabrizio De André, Lindsay Kemp, Raffael Garret, Allen Ginsberg, Giorgio Gaslini, Giorgio Albertazzi, Demetrio Stratos.

## Início da carreira, e primeiras edições
Com vinte anos, diplomado em Arte e militante no Poder Operaio pisano, fundou o Cancioneiro Pisano, em setembro de 1966, juntamente com: Alfredo Bandelli, Riccardo Bozzi, Piero Nissim, Lydia Nissim, Charlotte Lantery, Piero Finà e Giovanna Silvestri, sendo rapidamente chamado por Gianni Bosio para fazer parte do Novo Cancioneiro Italiano, publicando nos finais de 1967 os discos Canzoni per il Potere Operaio e Quella Notte Davanti alla Bussola, já em 1969 pela editora I dischi del Sole. Nesse período e, em conjunto com Gianni Bossio e outros estudiosos próximos do Instituto De Martino, (Anna Bravo, Franco Coggiola, Michel Straniero, Cesare Bermani, Goffredo Fofi, Dario Fo, e Pier Paolo Pasolini) aprofunda a “procura da verdade histórica através do estudo da tradição oral das classes subalternas”, cantando com Rosa Balistreri, Giovanna Daffini, Giovana Marini, Gualtiero Bertelli e Ivan Della Mea.
Durante a crise do Poder Operário pisano (que em 1969 se separou em diversos grupos), avizinhou-se, com o Cancioneiro Pisano, às posições de Adriano Sofri, e da recém formada Luta Continua, tornando-se a voz musical oficial da organização. O próprio Cancioneiro Pisano mudará de nome para Cancioneiro do Proletariado. Tornou-se dirigente do novo Círculo Outubro e a partir de 1970, Pino compôs e publicou algumas das canções de intervenção mais famosas daqueles anos, que farão parte do património cultural da Nova Esquerda. Todas as novas canções de Pino Masi e do seu grupo serão por diversas vezes gravadas de maneira instantânea e gratuita, em numerosos discos, para as Edições Luta Contínua.
Entre as mais famosas recordemos La ballata del Pinelli, cujo texto foi escrito em conjunto com Joe Fallisi, tendo por base escritos deste último, redigidos no Círculo Ponte da Ghisolfa, entre os amigos anarquistas do ferroviário milanês Giuseppe Pinelli, morta ao cair de uma janela duma esquadra de Milão. Recordemos ainda  Liberare tutti; Prendiamoci la città (com música de Bob Dylan);  Claudio Varalli; L'ora del fucile (com música de Barry McGuire), Il soldato Bruna; Lotta continua, entre outras. As canções gravadas no primeiro 45 rotações das edições Luta Continua que saíram em conjunto com o jornal semanal Lotta Continua em Maio de 1970, foram: Ballata della Fiat, La violenza, e a Ballata del Pinelli. Em Pisa, no ano de 1973, Pino dá vida à revista anual de música e cultura Libertà 1, em 1974 funda o Círculo Outubro "Franco Serantini", que se tornou no centro motor de numerosos eventos culturais, e em 1975 o  Colectivo Utopia, que organizava eventos de teatro. Ainda em 1975, organiza no Giardino Scotto de Pisa um histórico concerto de Fabrizio de André: depois da ante-estreia para amigos e jornalistas na Bussola, é o primeiro concerto público oficial de De André.
No final do ano de 1975 Masi sai definitivamente da Luta Continua, e do Círculo Outubro, “batendo a porta” com um documento dirigido a Adriano Sofri e intitulado “Quando o peixe é podre cheira mal na cabeça”, onde denuncia o fim do movimento de '68. Assim reentra no grupo Novo Cancioneiro Italiano, em cujos Dischi del sole publica o LP Compagno sembra ieri, passa a colaborar com Dario Fo (primeiro para as celebrações anti-fascistas na provincia de Pavia, e depois, em 1977, para a gravação, na Pallazzina Liberty di Milano, de Ci ragiono e canto – cem anos de História Italiana na canção popular, para o segundo canal televisivo publico Rai Due). Trabalhou ainda com Pier Paolo Pasolini para a banda sonora e a montagem do filme 12 dicembre, sobre os factos ligados à tragédia da Praça Fontana, em Milão, e à morte do ferroviário anarquista Giuseppe Pinelli.

## Edição do disco: Alla ricerca della madre mediterranea
Com o disco Compagno, sembra ieri, Pino encerra a sua primeira fase criativa e depressa inicia uma nova, em 1978, ao publicar, com sucesso – pela Cramps de Gianni Sassi e a Area de Demetrio Stratos – o LP Alla ricerca della madre mediterranea. As revistas Musica&Dischi e Hi-Fi, consideraram-no “o melhor disco italiano do ano” mas, para Pino, aquela obra foi apenas “uma declaração de intenções”, mesmo que – depois de trinta anos – se fale dela como uma obra-prima, e se vendam caríssimas as últimas cópias disponíveis. A intenção – declarada no título do LP – era, e continuou a ser durante anos, (para Pino primeiro como investigador e depois como compositor) o de reencontrar entre os ritmos primitivos do Mediterrâneo, o mais antigo, a raiz étnica comum a todas as populações das suas margens. É através deste ritmos, que a partir de 1986, como compositor e cantor, que começou a compor e a escrever novas canções; estas – ainda inéditas – serão gravadas num novo disco: Savascialàri. 
Depois da publicação de Alla ricerca della madre mediterranea, e dos sucessivos anos dedicados à investigação étnica, transferiu-se para a Sicília em 1986, onde abriu um estúdio de pintura em Marsala, realizando, livremente, a sua segunda actividade artística, porém sem renunciar à música. Recomeça a compor novos temas e a realizar um programa semanal sobre música numa televisão local. Nos finais de 1988, voltou a Pisa, para ajudar a mãe, que se encontrava sozinha e em dificuldades, passando a dedicar-se à recolha de ajuda humanitária: na qualidade de membro operacional para o Médio Oriente da Liga para o Desarmamento Unilateral, fundada por Carlo Cassola. Entre 1990 e 1992, colaborou com o Alto comissariado das Nações Unidas para os refugiados, dedicando-se à defesa das crianças durante a Guerra do Golfo.

## Actualidade
Actualmente dedica-se à pintura, à escrita (publicou recentemente três livros: Pisae Càpita Mundi (2000); La Legge del Manga (2003); Quarant'anni Cantati (2005), (pela editora pisana Il Campano) e à preparação do seu novo disco Savascialàri, com a companhia teatral-musical Tribal Karma Ensemble). Em Pisa toca guitarra acústica nos bares, e em concerto apresenta-se com a sua Gibson Les Paul.

## Discografia
- 1968 - Canzoni per il potere operaio (I dischi del sole)
- 1969 - Quella notte davanti alla Bussola (I dischi del sole)
- 1970 - Le canzoni de «La grande paura» (I dischi del sole)
- 1971 - 12 Dicembre (Circolo ottobre)
- 1976 - Compagno, sembra ieri (I dischi del sole)
- 1978 - Alla ricerca della madre mediterranea (Cramps)